# Blues for Salvador
Blues for Salvador — музичний альбом Карлоса Сантани. Виданий у листопаді 1987 року лейблом CBS. Загальна тривалість композицій становить 44:52. Альбом відносять до напрямку блюз-рок, хард-рок.

## Список пісень
1. «Bailando/Aquatic Park» — 5:46
2. «Bella» — 4:31
3. «I'm Gone» — 3:08
4. «'Trane» — 3:11
5. «Deeper, Dig Deeper» — 6:09
6. «Mingus» — 1:26
7. «Now That You Know» — 10:29
8. «Hannibal» — 4:28
9. «Blues for Salvador» — 5:57